# FH Hafnarfjörður
FH, întreg Fimleikafélag Hafnarfjörður este un club de fotbal din Hafnarfjörður, Islanda. Echipa susține meciurile de acasă pe Kaplakriki cu o capacitate de 2200 de locuri.